# 可愛ければ変態でも好きになってくれますか?
『可愛ければ変態でも好きになってくれますか？』（かわいければへんたいでもすきになってくれますか）は、花間燈による日本のライトノベル。イラストはsuneが担当している。MF文庫J（KADOKAWA）より2017年1月から2022年1月まで刊行された。略称は「変好き」。2021年6月時点で電子版を含めたシリーズ累計部数は100万部を突破している。下着が添えられた名無しのラブレターの差出人の正体を探す主人公が、知り合いの女子たちの隠された特殊性癖を垣間見ていくこととなるラブコメディ作品。
メディアミックスとして、本編のコミカライズが『月刊ドラゴンエイジ』（KADOKAWA）にて2017年12月号から2021年1月号まで連載された。2018年5月にはシーサイド・コミュニケーションズからドラマCDが発売され、2019年7月から9月まではテレビアニメが放送された。さらにスピンオフコミカライズである『可愛ければ変態でも好きになってくれますか？ アブノーマルハーレム』が『ハレム』（白泉社）にて2019年5月29日発売のvol.07からvol.13まで連載された。

## あらすじ
第1巻
桐生慧輝は、生まれて初めてラブレターを受け取る。そのラブレターには、差出人名は記されていなかったものの、女物の白いパンツが添えられていた。慧輝は自分の周囲にいる少女たちの中から『パンツを落としたシンデレラ』を探し当てることにした。
第2巻
鳳小春の恋のキューピッドとして一躍買うようになる。慧輝は自分の周りの少女たちが変態だらけであることにあきれつつも、差出人捜しを続ける。そんな中、生徒会副会長の彩乃が慧輝に近づく。
第3巻
夏休みのある日、書道部の面々は、優待券を手に隣町のプールに遊びに行く。ついにシンデレラ正体が判明する。又、慧輝と瑞葉は養子関係で血の繋がっていないことがわかる。
第4巻
夏休み後半、慧輝は瑞葉からの猛烈な恋愛表現に嫌気がさし、家を飛び出すも、行く当てがなかったため、結局戻ってくる。又瑞葉は慧輝とのデートに漕ぎ着け、そして瑞葉もまた変態であることが判明するのであった。
第5巻
慧輝は、自分に好意を寄せてくる少女たちから変態性をなくせばよいと考え、行動に移す。
第6巻
書道部は、生徒会から活動実績が無いことを指摘された上、部費の使い込みも発覚した。慧輝は、生徒会の人質として臨時役員にされてしまう。
第7巻
書道部の面々は、生徒会から使い込み分の返済を命じられ、文化祭でメイド喫茶を運営することにした。
第8巻
会長からストーカー被害を相談され、事件について捜査する。
第9巻
学校行事として林間学校に行く。
第10巻
恵と彩乃の一騎打ちとなった生徒会長選挙。優勢と思われていた彩乃陣営に、何者かがスキャンダルのデマを広めてしまう。
第11巻
紗雪の提案で雪山へ行く。それぞれの想いが交差する中、慧耀の思いが固まりつつある。

## 登場人物
担当声優は、テレビアニメ / ドラマCDの順（併記のない場合はテレビアニメのみ）。
桐生慧輝（きりゅう けいき）
声 - 下野紘、金魚わかな（幼少） / 天﨑滉平
本作の主人公。誕生日は10月11日。身長171cm。2年B組、図書委員および書道部所属。
彼女いない歴＝年齢な普通の高校生。妹の瑞葉を溺愛するシスコン兄であり、それが原因で周囲から白い目で見られることもしばしば。
突如部室で自分宛てのラブレターとパンツを手にした事で、誰がシンデレラなのかを調べるために自分の周りにいる女子達を調査していたが、彼女達の裏の顔を知るきっかけとなってしまう。
物語序盤ではシンデレラ探しに専念するが、後に小春と翔馬の恋のキューピッド役や生徒会の臨時役員も務める。
紗雪ら書道部の面々や生徒会メンバーの彩乃については、好意は持っているものの、普通の恋がしたいと思っているため、変態である彼女らを恋愛対象としては見ていない。
朱鷺原紗雪（ときはら さゆき）
声 - 竹達彩奈 / 今村彩夏
本作のヒロインの一人。3年生、書道部の部長。身長162cm。
容姿端麗でヒロイン随一の巨乳。幼いころから書道を習っていて、日々鍛練を積んでいるが、掃除は苦手で部室が半紙が散らかっていたり墨で汚れていたりすることも多い。
慧輝をからかうのが好きな小悪魔な性格だが、天然でツンデレな一面も。唯花とは犬猿の仲で、日頃からしょっちゅう口喧嘩している。
清楚な雰囲気を醸し出しているが、その正体は慧輝の飼い犬になりたがっている変態ドMで、メイド服を着て慧輝の前に現れたり、過激なお仕置きをおねだりしたりする。
嫉妬深い性格で、慧輝が他の女子と仲良くしている様子を見るとマーキングと称し、慧輝の身体を舐め回したりする。
部員が足らず廃部寸前だった書道部を救ってくれた慧輝にずっと恋心を抱いており、変態な言動も純粋な好意によるものである。
古賀唯花（こが ゆいか）
声 - 日高里菜 / 小澤亜李
本作のヒロインの一人。1年生、図書委員および書道部所属。身長150cm。
母方の祖母（声 - 宮崎智栄子）がイギリス人で父親は日本人のクォーターの金髪碧眼。だが、日本人離れした可憐な容姿とは裏腹に、英語が苦手で、中身は純和風な女の子。
素直で明るく天使のような笑顔が魅力的だが、その正体は慧輝を調教したがるドSな変態女王様で、自分のパンツを慧輝の口の中に詰めこんで気絶させたことも（これは慧輝のトラウマになっている）。
将来の夢は絵本作家で、「恥ずかしがりやのお姫さま」という絵本をかいている。
高校に進学したばかりの頃は無機質で、周囲をよせつけない雰囲気を出して孤立も受け入れていたが、そんな自分にいつも声をかけてくれた慧輝に惹かれ、恋心を抱くようになった。慧輝にプロポーズ（勘違い）されて赤面しながら承諾するなど、純粋な好意も垣間見る。
自分が貧乳であることを気にしており、恋のライバルで巨乳な紗雪のことを魔女先輩と呼び、対立している。
2017年9月から同年10月にメロンブックスで開催された投票企画「MF文庫Jヒロインコンテスト2017 in Melonbooks」では4位を獲得している。
KADOKAWAが2018年4月から5月にかけて実施した投票企画「KADOKAWAライトノベル ヒロイン総選挙」では2位を獲得している。
桐生瑞葉（きりゅう みずは）
声 - 本渡楓 / 桑原由気
本作のヒロインの一人。慧輝の妹。書道部所属。誕生日は3月3日。身長157cm。
幼いころに両親を亡くし、桐生家の養子になった。気配りやさんでよく慧輝の悩みを聞いている。また、甘えたがりで慧輝に頭を撫でてほしいとおねだりしたりする。
潔癖症で家はいつも清潔、家事は何でも得意な理想の妹だが、その正体は自分の下着姿を撮りまくる露出狂で、ノーパン登校は日常茶飯事。変態性が発覚してからは夜這いや裸エプロンなど大胆な行動が目立つ。また、慧輝に自分以外の裸を見たりするのは許さないと静かに怒るなど、ヤンデレ的な一面も垣間見えるようになる。
前から慧輝のことは兄としてではなく1人の男の子として恋心を抱いており、1日限定で彼女にしてもらったこともある。
南条真緒（なんじょう まお）
声 - 野水伊織 / 松田颯水
本作のヒロインの一人。慧輝の幼馴染。書道部所属。身長159cm。
アーケードのゲームが好きでよく慧輝と翔馬と3人でゲーセンに遊びに行っている。不器用な性格でツンデレ。
気が置けない同級生の正体は、慧輝と翔馬をモデルにしたほぼ生モノ系BL作品「ショートケーキシリーズ」を描く腐女子。
正体を明かした際に、ネタのために慧輝に翔馬と恋人関係になれと迫るが実は、真緒自身もなりたくなかった図書委員を慧輝が代わってくれたときから慧輝に恋心を抱いている。紗雪らとは違い、慧輝への好意を周りに隠している。慧輝には何度か遠回しに告白したことはあるが、全て慧輝が鈍感なせいや、返事を聞くのが怖くて真緒自身が「冗談」などと誤魔化すせいで失敗している。
鳳小春（おおとり こはる）
声 - 大橋彩香
本作のヒロインの一人。慧輝の先輩。天文部の部長。145cm。
慧輝からはウサギに例えられるほど、小柄でかわいらしい見た目をしていて、よく小学生と間違われる。鳳建設の社長令嬢で、家はお金持ち。
翔馬のことが好きでストーカーしており、撮りためた写真を天文部の部室に貼りまくったり、「翔馬くん観察日記」を100巻にわたり作ったりしている。翔馬と仲良くなるために翔馬の親友の慧輝に恋のキューピッド役になってもらった。
翔馬がロリコンであるために仲良くなるのは難しいと思われたが、慧輝の提案で、1年生と偽って翔馬に近づき、仲良くなることに成功する。そして、自分の本当の学年を明かすとともに翔馬に告白するが、フラれてしまう。しかし、泣いている小春の姿を見た慧輝が翔馬を説得して、無事付き合うことになった（だが翔馬へのストーカー行為は続けている）。また、彼女も慧輝の恋の相談を受けている。
藤本彩乃（ふじもと あやの）
声 - 春野杏
本作のヒロインの一人。慧輝の同級生で、生徒会副会長（原作10巻以降生徒会長）。身長156cm。
お菓子作りが得意でよく特製クッキーを慧輝にプレゼントしている。また、成績優秀で試験前に慧輝のために勉強会をしたりした。
仕事を真面目にこなすと評判が高く、控えめで可愛らしい性格だが、その正体は男子の体臭に興奮する匂いフェチであり、慧輝にくっついては匂いの補充をしたり、トランクスを取ったりしようとする。
階段から落ちたところを助けてもらったときに慧輝に恋心を抱くようになり、慧輝が生徒会の臨時役員になったときには正式な役員にならないかと誘うなどしている。
秋山翔馬（あきやま しょうま）
声 - 河本啓佑 / 田丸篤志
慧輝の同級生。テニス部のエース。慧輝と真緒とは幼馴染。身長175cm。
美貌と誠実な人柄ゆえ、異性からの人気が高いが、その正体は幼女を愛するロリコンであり、慧輝も既に周知している。ロリコンになった原因は、2人の姉がブラコンであるため。
慧輝のラブレターの件で相談に乗っている。
小春と付き合うようになってからは、ほっぺにちゅーしたり、弁当をあーんしてもらうなど、仲睦まじく過ごしているが、彼女のストーカー行為に重さも感じている。
沖田先生（おきたせんせい）
声 - 三森すずこ
慧輝ら書道部の顧問の先生。身長161cm。
長瀬愛梨（ながせ あいり）
慧輝の後輩。生徒会で会計を担当する1年生。極度の男嫌いで、慧輝のことを書道部でハーレムを作るヤリチン野郎と誤解し毛嫌いしていたが、慧輝に助けてもらってからは彼への態度も軟化している。男嫌いになった原因は小学生のときクラスの男子が自分のリコーダーを舐め回しているのを目撃してしまったこと。紗雪と唯花をモデルにした百合小説を描く百合作家。
鷹崎志帆（たかさき しほ）
慧輝の先輩で、生徒会長の3年生。ゲームが好きで、一度始めると声をかけられても気づかないくらい集中する。好きな人がNTRれるのが好きで、敢えて誤解を招く発言を慧輝にして、紗雪たち書道部員の嫉妬心を煽った。
三谷凛（みたに りん）
慧輝の後輩。生徒会で書記を担当する1年生。初対面の慧輝をけーくん先輩と呼ぶなど、コミュニケーション能力が高い。女装が趣味で、はじめは慧輝も女の子だと勘違いしていた。ちなみにこのことは生徒会以外には秘密にしており、男子に告白されることもある。カエルが大の苦手。　
乾直也（いぬい なおや）
慧輝の先輩。目つきが悪いため眼鏡をかけている。かつて文化祭実行委員長を務めていた際、女装した凛に告白するも真実を知って撃沈。以降はショックを紛らわすために図書室で勉強をしている。恵と幼なじみで、彼女のことが好きだが、「彼女とは合わない」と発言したため恵に誤解を与えた。
鬼塚恵（おにづか めぐみ）
慧輝の同級生。漫画研究部と生徒会副会長（原作10巻以降）の掛け持ち。重度の眼鏡フェチ。彩乃と生徒会長選挙で対決。スローガンは、「校内恋愛禁止」。直也と幼なじみで彼に告白されたが、直也のことは嫌いではないけれど、「選挙に負けた直後に彼氏を作るとか、応援してくれた人に示しがつかない」と断った。しかし、2週間経ったら付き合うという長期間のお預けは我慢できない恋する乙女の一面もある。「○○っす」といった独特な口調が特徴的。
朱鷺原実冬（ときはら みふゆ）
紗雪の母。童顔。下着集めが趣味。慧輝が朱鷺原邸に訪れた際、紗雪の婿になれと言った。

## 既刊一覧

### 小説
- 花間燈（著）・sune（イラスト）  『可愛ければ変態でも好きになってくれますか？』 KADOKAWA〈MF文庫J〉、全14巻
  1. 2017年1月25日初版第一刷発行（同日発売[16]）、ISBN 978-4-04-069008-7
  2. 2017年5月25日初版第一刷発行（同日発売[17]）、ISBN 978-4-04-069279-1
  3. 2017年9月25日初版第一刷発行（同日発売[18]）、ISBN 978-4-04-069457-3
  4. 2018年1月25日初版第一刷発行（同日発売[19]）、ISBN 978-4-04-069672-0
  5. 2018年5月25日初版第一刷発行（同日発売[20]）、ISBN 978-4-04-069915-8
  6. 2018年10月25日初版第一刷発行（同日発売[21]）、ISBN 978-4-04-065236-8
  7. 2019年2月25日初版第一刷発行（同日発売[22]）、ISBN 978-4-04-065528-4
  8. 2019年7月25日初版第一刷発行（同日発売[23]）、ISBN 978-4-04-065855-1
    - クリアスタンドフィギュア付き特装版：同日発売[24]、ISBN 978-4-04-065856-8

  9. 2019年12月25日初版第一刷発行（同日発売[25]）、ISBN 978-4-04-064185-0
  10. 2020年4月25日初版第一刷発行（同日発売[26]）、ISBN 978-4-04-064586-5
  11. 2020年9月25日初版第一刷発行（同日発売[27]）、ISBN 978-4-04-064943-6
  12. 2021年1月25日初版第一刷発行（同日発売[28]）、ISBN 978-4-04-680161-6
  13. 2021年6月25日初版第一刷発行（同日発売[29]）、ISBN 978-4-04-680511-9
  14. 2022年1月25日初版第一刷発行（同日発売[30]）、ISBN 978-4-04-681097-7

### 漫画
- 花間燈（原作）・sune（キャラクター原案）・CHuN（作画） 『可愛ければ変態でも好きになってくれますか？』 KADOKAWA〈ドラゴンコミックスエイジ〉、全6巻
  1. 2018年5月25日初版発行（同日発売[31]）、ISBN 978-4-04-072836-0
  2. 2018年11月9日初版発行（同日発売[32]）、ISBN 978-4-04-072910-7
  3. 2019年7月25日初版発行（同日発売[33]）、ISBN 978-4-04-073258-9
  4. 2019年10月9日初版発行（同日発売[34]）、ISBN 978-4-04-073362-3
  5. 2020年4月25日発売[35]、ISBN 978-4-04-073612-9
  6. 2021年2月9日発売[36]、ISBN 978-4-04-073983-0
- 花間燈（原作）・sune（キャラクター原案）・kanbe（作画） 『可愛ければ変態でも好きになってくれますか？ アブノーマルハーレム』 白泉社〈ヤングアニマルコミックス〉、2020年4月24日発売[37]、ISBN 978-4-592-16159-2

### 画集
- sune（著）『可愛ければ変態でも好きになってくれますか？ suneアートワークス』 KADOKAWA、2022年2月25日発売[38]、ISBN 978-4-04-680770-0

## ドラマCD
- 『可愛ければ変態でも好きになってくれますか？』2018年5月25日発売 品番 SSCC-181[6]
  - イメージソング「平凡よりも変態でGo！」（楽曲制作：yksb・MOSAIC.WAV）
- 『可愛ければ変態でも好きになってくれますか？ 唯花と添い寝セット』（抱き枕カバー＆ドラマCD付）2019年11月25日発売[39]
- 『可愛ければ変態でも好きになってくれますか？ 紗雪と添い寝セット』（抱き枕カバー＆ドラマCD付）2020年1月25日発売[39]
- 『可愛ければ変態でも好きになってくれますか？ 瑞葉と添い寝セット』（抱き枕カバー＆ドラマCD付）2020年3月25日発売[39]

## 無料ゲーム
- 可愛ければ変態でも好きになってくれますか?【恋愛×スゴロク】（2018年5月25日配信、RPGアツマール公式[40]）
  - ゲーム制作：たつとり
  - ゲームイラスト（立ち絵）：ミタマイ
  - RPGアツマールとのコラボレーション企画。
  - サイコロを振った先で会話し目当ての女の子の好感度を上げていくのを繰り返し遊ぶほど、シチュエーションや女の子の衣装が増える。

## テレビアニメ
2019年2月にテレビアニメ化が発表され、同年7月から9月までAT-Xほかにて放送された。
AT-XとGYAO!では本編終了後に、本編監督のいまざきいつきがシナリオ・コンテ・演出・監督を担当するショートアニメ『変好き▽』が放送および配信される。

### スタッフ
- 原作 - 花間燈[9][10]
- 原作イラスト - sune[9][10]
- 監督・絵コンテ - いまざきいつき[9][10]
- シリーズ構成 - 山下憲一[9][10]
- キャラクターデザイン・総作画監督 - 伊藤陽祐[9][10]
- プロップデザイン - 半田大貴[9][10]
- パンツデザイン - 清水美穂[9][10]
- 美術監督 - Choi Seonguk[9][10]
- 色彩設計 - 近藤直登[9][10]
- 撮影監督・編集 - 堀川和人[9][10]
- 音響監督 - えびなやすのり[9][10]
- 音響効果 - 川田清貴[9][10]
- 音楽 - 酒井陽一[9][10]
- 音楽制作 - ランティス[9][10]
- 音楽プロデューサー - 吉江輝成[15]
- プロデューサー - 新井孝介[15]、武石広平[15]、礒谷徳知[15]、相島豪太[15]、臼倉竜太郎[15]、熊川真実[15]、鷹木純一[15]、松本英晃[15]、木村学[15]、村上壮[15]
- アニメーションプロデューサー - 堀江拓[15]
- アニメーション制作協力 - アニメーションスタジオ・セブン[9][10]
- アニメーション制作 - ギークトイズ[9][10]
- 製作 - 変好き製作委員会[10]

### 主題歌
「ダイスキ。」
大橋彩香によるオープニングテーマ。作詞はKanata Okajima、編曲はpw.a、作曲は両者が共同で行っている。
「無謬の花」
Mia REGINAによるエンディングテーマ。作詞は松井洋平、作曲・編曲は太田貴之とhalu-note、ストリングスアレンジは太田貴之。
「ステラ」
TRUEによる第7話の特殊エンディングテーマ。作詞は唐沢美帆（TRUEの作詞家名義）、作曲・編曲はh-wonder。
「流れ星」
Mia REGINAによる第7話挿入歌。作詞はhalu-note、作曲・編曲はhalu-noteと太田貴之。

### 各話リスト
| 話数   | サブタイトル                             | 脚本     | 演出           | 作画監督                                                                                                 |
| ------ | ---------------------------------------- | -------- | -------------- | --- |
| 第1話  | パンツを落としたシンデレラ!?             | 山下憲一 | いまざきいつき | 伊藤陽祐 半田大貴 竹内一将 三関宏幸 山本雄貴 吉田肇 中川貴裕 水谷剛徳                                    |
| 第2話  | 優柔不断な王子様!?                       | 山下憲一 | Han Yeonghun   | Kim Myeongsim Han Seunghui                                                                               |
| 第3話  | 恥ずかしがりやのシンデレラ!?             | たかだ誠 | 倉森六郎       | 伊藤陽祐 馬場竜一 野沢弘樹 三関宏幸 山本雄貴 中川貴裕 田中淳次 水谷剛徳 吉田肇 鎌田均                    |
| 第4話  | 素直になれないシンデレラ!?               | 岡篤志   | Hwang Youngsik | Hwang Youngsik                                                                                           |
| 第5話  | 『小春ちゃんは一年生だよ☆』大作戦        | 山下憲一 | いまざきいつき | GANG CHI GEON                                                                                            |
| 第6話  | 落ちてきたシンデレラ!?                   | たかだ誠 | Cho Yongju     | Hong Gyongchon Cho Yongju                                                                                |
| 第7話  | 『小春ちゃんは一年生だよ☆』大作戦 完結篇 | 岡篤志   | 倉森六郎       | 竹内一将 三関宏幸 山本雄貴 中川貴裕 田中淳次 水谷剛徳 菊池シュンスケ                                     |
| 第8話  | パンツをなくした王子様!?                 | 山下憲一 | Hwang Youngsik | Hwang Youngsik                                                                                           |
| 第9話  | 『慧輝くんはご主人様だよ★』大作戦！      | 岡篤志   | GWAK NO SOO    | GWAK NO SOO                                                                                              |
| 第10話 | 奴隷になった王子様!?                     | たかだ誠 | Cho Yongju     | Cho Yongju Hong Gyeongcheon Baek Yeonju                                                                  |
| 第11話 | 水着を脱いだシンデレラ!?                 | 山下憲一 | Hwang Youngsik | Hwang Youngsik                                                                                           |
| 第12話 | 可愛ければ××でも〇〇になってくれますか？ | 山下憲一 | いまざきいつき | 竹内一将 三関宏幸 長尾浩生 川上俊弘 水谷剛徳 菊地シュンスケ 清水美穂 吉田肇 馬場竜一 佐藤愛架 阿部安佳里 |

### 放送局
| 放送期間                | 放送時間                     | 放送局   | 対象地域   | 備考                                 |
| ----------------------- | ---------------------------- | -------- | ---------- | ------------------------------------ |
| 2019年7月8日 - 9月23日  | 月曜 20:00 - 20:30           | AT-X     | 日本全域   | 製作参加 / CS放送 / リピート放送あり |
| 2019年7月10日 - 9月25日 | 水曜 0:30 - 1:00（火曜深夜） | TOKYO MX | 東京都     |                                      |
|                         | 水曜 2:30 - 3:00（火曜深夜） | 毎日放送 | 近畿広域圏 | 『アニメ特区』第1部                  |
| 2019年7月11日 - 9月26日 | 木曜 0:00 - 0:30（水曜深夜） | BS11     | 日本全域   | BS放送 / 『ANIME+』枠                |

| 配信開始日   | 配信時間        | 配信サイト |
| ------------ | --------------- | --- |
| 2019年7月8日 | 月曜 20:30 更新 | GYAO! |
| 2019年7月9日 | 火曜 更新       | AbemaTV dアニメストア ニコニコ生放送 ニコニコチャンネル ひかりTV FOD バンダイチャンネル Hulu Netflix J:COMオンデマンド ビデオパス アニメ放題 U-NEXT Amazonプライム・ビデオ あにてれ Rakuten TV DMM.com ビデオマーケット HAPPY!動画 ムービーフルPlus |

### BD / DVD
| 巻 | 発売日         | 収録話         | 規格品番  | 規格品番   |
| 巻 | 発売日         | 収録話         | BD        | DVD        |
| -- | -------------- | -------------- | --------- | ---------- |
| 1  | 2019年9月25日  | 第1話 - 第4話  | KAXA-7781 | KABA-10721 |
| 2  | 2019年10月25日 | 第5話 - 第8話  | KAXA-7782 | KABA-10722 |
| 3  | 2019年11月27日 | 第9話 - 第12話 | KAXA-7783 | KABA-10723 |

### Webラジオ
朱鷺原紗雪役の竹達彩奈と古賀唯花役の日高里菜によるWebラジオ『変好きラジオ 〜可愛ければ変態でもラジオを聞いてくれますか？〜』を、2019年6月27日より音泉にて隔週木曜に配信していたが、10月3日の第8回をもって番組を終了した。

## ASMR音声
アニメ同様に古賀唯花役を日高里菜が演じる『可愛ければ変態でも好きになってくれますか？ 唯花とデートASMR』が「DLsite」に2021年9月3日よりて発売された。花間燈の書き下ろしシナリオによる唯花との添い寝や、耳かき、お風呂などのシチュエーションを収録。